# Bataille de Madrid
Pour les articles homonymes, voir Bataille de Madrid (homonymie).
 (août 2024).
Guerre d'Espagne
Batailles
La bataille de Madrid désigne un ensemble de combats ayant pour cadre la province et la ville de Madrid au cours de la guerre civile espagnole. Fixé du  8 au 24 novembre 1936, l'appellation exclut l'importante défense populaire des mois précédant. Elle s'inscrit dans un ensemble d'opérations plus vaste, désigné sous le nom de siège de Madrid, dont elle est le premier événement important. Ce siège s'étale jusqu'aux derniers jours de la guerre d'Espagne, au 28 mars 1939.
Le coup d'État du 18 juillet 1936 ayant échoué à Madrid, la ville était tenue par des troupes diverses, toutes fidèles à la République, qui luttèrent contre les forces nationalistes de Franco.

## Contexte

### Forces républicaines
Les républicains s'organisèrent, sous la direction du gouvernement du socialiste Francisco Largo Caballero. Son gouvernement, d'union républicaine, était composé de :
- 6 membres du Parti socialiste ouvrier espagnol ;
- 2 membres du Parti communiste d'Espagne ;
- 2 membres de la Gauche républicaine,
- 1 membre de la Gauche républicaine de Catalogne,
- 1 membre du Parti nationaliste basque ;
- 1 membre de l'Unión Republicana.

Bien qu'en minorité, les communistes gagnèrent en influence grâce au rôle joué par l'URSS. Le commandement de la toute nouvelle « armée populaire de la République espagnole » pour la défense de la république, qui commença sa mission à Madrid, quoique dévolu à un général espagnol, Miaja, était largement sous la surveillance du personnel militaire soviétique. Le général Goriev (en) dirigeait la représentation soviétique. Il était secondé par le général Smouchkevitch pour les forces aériennes et le général Pavlov pour les blindés. 
Malgré le rôle joué par les Soviétiques, les troupes de défense de Madrid restèrent à 90 % constituées de milices issues des partis de gauche ou des syndicats. Le commandement républicain n'avait finalement qu'un faible contrôle sur ces troupes. D'ailleurs, dès le 6 novembre, face à l'avancée franquiste, le gouvernement déménagea à Valence, laissant la défense de la capitale aux mains de la Junte de Défense de Madrid (es), qui réunissait des représentants des différences forces politiques qui soutenaient la République, sous le commandement militaire du général Miaja. Miaja et son chef d'état-major, le lieutenant-colonel Rojo, s'ingénièrent alors à concevoir un plan de défense de Madrid qui empêchât la chute rapide de la capitale.

### Premiers accrochages (octobre 1936)

Plan de Madrid et de son métro en 1936.

Les troupes nationalistes sous le commandement du général Varela, atteignirent Madrid le 18 octobre, en arrivant par le nord, par les routes de La Corogne et de l'Estrémadure. Le 29 octobre, une contre-attaque du 5e régiment d'Enrique Líster fut battu à Parla. Le 2 novembre, la ville de Brunete tomba aux mains des nationalistes, leur permettant d'atteindre les faubourgs à l'ouest de Madrid. Alors, le général Mola se vanta devant une journaliste anglaise de pouvoir s'emparer de Madrid grâce à ses quatre colonnes hors de la ville et à sa « cinquième colonne », composée des sympathisants restés dans la ville. Cette expression devint célèbre et provoqua une paranoïa parmi les défenseurs de Madrid, qui recherchèrent et massacrèrent les hommes suspects d'être membres de cette « cinquième colonne ». 
Dans la bataille qui se préparait, les républicains avaient plusieurs avantages. Moins bien armés et entrainés que leurs adversaires, ils étaient deux fois plus nombreux. Ensuite, le blocus de Madrid n'était pas total, puisque les routes à l'est étaient restées libres. D'un point de vue géographique, le Manzanares protégeait le centre de la ville, représentant un obstacle physique presque insurmontable. 
Mola prépara son assaut pour le 8 novembre 1936, en passant par le parc de Casa de Campo, sur un front d'un kilomètre, afin d'éviter les combats de rue. Le but était de s'emparer de la Cité universitaire, située au nord du centre-ville, après avoir traversé le Manzanares. Il décida également de lancer une attaque de diversion contre les quartiers ouvriers de Carabanchel, au sud-ouest de la ville. Les républicains, qui avaient mis la main sur ces plans, récupérés sur le corps d'un officier italien, avaient massé leurs troupes dans le parc de Casa de Campo.

## Combats

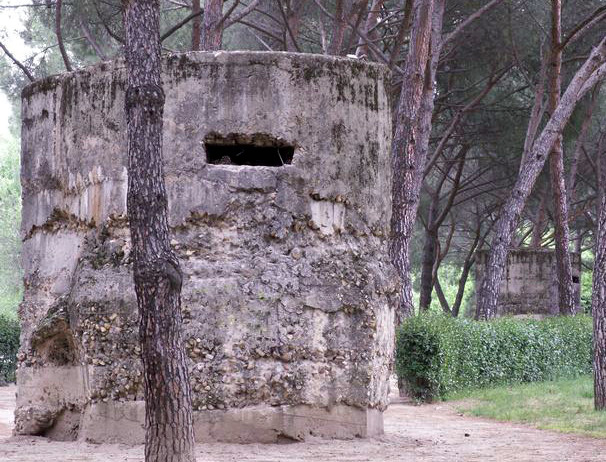
Bunkers du Parque del Oeste, ligne de front durant la bataille de Madrid.

### Premières attaques (8 novembre)
Comme prévu, Mola lança sa première attaque le 8 novembre avec 20 000 hommes, principalement les regulares marocains, soutenus par le corps expéditionnaire italien, par les unités allemandes de chars Panzer I (sous le commandement de l'officier Wilhelm von Thoma) et par la légion Condor. Face à eux, les républicains avaient déployé 12 000 hommes à Carabanchel et 30 000 à Casa de Campo. En dépit de leur supériorité en nombre, ils étaient mal équipés, avec des armes de mauvaise qualité, que beaucoup n'avaient jamais tenues. 
Les troupes assaillantes traversèrent le Manzanares. Toute la journée, la radio appela les citoyens de la ville à résister avec les combattants, reprenant le cri de ralliement de No pasarán ! À la fin de la journée, la XIe brigade internationale, constituée de 1 900 hommes, arriva sur le front en remontant Gran Via : cette arrivée donna un regain d'énergie aux défenseurs de Madrid. Finalement, les troupes de l'armée nationale échouèrent lors des rudes combats aux alentours de la Casa de Campo, de la Cité Universitaire et du quartier de Moncloa-Aravaca, où se stabilisa le front, alors que des milliers de Madrilènes aidèrent les miliciens en creusant des tranchées, en installant des postes médicaux, des points d'approvisionnement en nourriture.

### Contre-attaques républicaines (9-12 novembre)

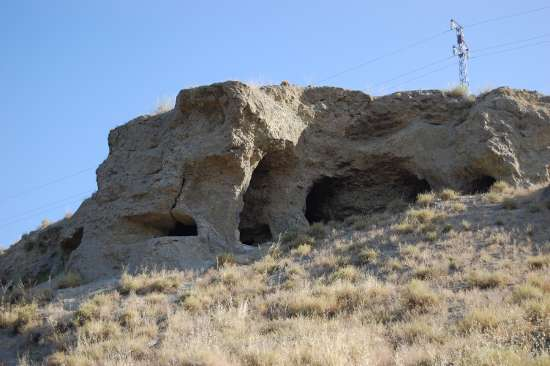
Casemate républicaine sur le parc Lineal del Manzanares.

Le 9 novembre, les nationalistes tournèrent leurs efforts sur les faubourgs de Carabanchel. Cette zone, fortement urbanisée, devint un obstacle difficile. Les regulares furent contraints à un combat maison après maison et connurent de lourdes pertes. Le soir, le général Kléber lança un assaut de la XIe brigade internationale contre les positions de Casa de Campo, qui dura toute la nuit jusqu'au matin, forçant les nationalistes à battre en retraite. Dans les jours suivants fut lancée une contre-offensive générale sur tout le front, avec le soutien des nouvelles unités des milices anarchistes d'Aragon dirigés par Buenaventura Durruti.
Le 11 novembre, sous le prétexte de "transferts", les républicains emmenèrent plusieurs milliers de prisonniers nationalistes détenus dans la "Prison Modèle" et considérés comme des membres de la « cinquième colonne », et ce malgré l'opposition du directeur de la prison, l'anarchiste Melchor Rodríguez García. À Paracuellos, dans la vallée du Jarama, non loin de Madrid, ils les massacrèrent. Cette tuerie aurait été ordonnée par le chef communiste Santiago Carrillo, sans preuve. Selon Anthony Beevor, l'ordre serait venu soit de José Cazorla, adjoint de Carrillo, soit d'un conseiller soviétique, Mikhaïl Koltsov.
Le 12 novembre, la XIIe brigade internationale, tout juste arrivée sous les ordres du général Maté "Lukacs" Zalka, lança une attaque contre les positions nationalistes autour de la colline du Cerro de los Ángeles au sud de la ville, afin de protéger la route de Valence. L'opération échoua à cause du manque de soutien aérien et des difficultés de communication - les troupes étaient composées d'Allemands, de Français, de Belges, d'Italiens et de Scandinaves.

### Derniers assauts nationalistes (19-23 novembre)
Le 19 novembre, les nationalistes lancèrent leur dernier assaut frontal, après une importante préparation de l'artillerie. Les troupes marocaines et les légionnaires avancèrent dans le quartier de la Cité universitaire et ils établirent un pont sur le Manzanares. C'est là que Durruti fut tué, par la faute du dysfonctionnement de l'arme de l'un de ses hommes[réf. nécessaire]. Les franquistes ne pouvant pas avancer plus loin, Franco arrêta les combats.
Ayant échoué à prendre Madrid d'assaut, Franco ordonna de bombarder la ville, quartiers résidentiels compris, excepté le riche quartier du district de Salamanca, où il pensait que se trouvaient ses partisans. Le but était de terrifier la population civile pour la pousser à se rendre : « Je détruirai Madrid plutôt que de la laisser aux mains des marxistes » aurait-il dit. Les bombardiers allemands tournèrent entre les 19 et 23 novembre.
Cependant, cette tactique fut contre-productive, car la population refusa de se rendre et se souda autour de la cause républicaine. De plus, ce bombardement sur une population civile — un des premiers de l'histoire militaire — fut vivement critiqué grâce aux journalistes étrangers présents dans la ville, comme Ernest Hemingway. Et le nombre de victimes fut relativement faible au vu de l'objectif visé, les bombardements tuant environ 200 personnes.

### Stabilisation du front (12-24 novembre)
La bataille s'essouffla dans les derniers jours de novembre, les deux camps étant épuisés. La ligne de front se stabilisa, partant de la Cité universitaire, courant à travers le parc de Casa de Campo et les rues du quartier de Carabanchel. La population resta soumise aux bombardements de l'artillerie et de l'aviation.
L'UGT transféra les industries vitales dans les tunnels du métro sous la ville qui n'était pas encore en service. La dernière tentative de Franco en 1936 fut l'attaque de la route de La Corogne, au nord-est de la capitale. Les pertes de la bataille de Madrid n'ont jamais pu être précisément comptées. Hugh Thomas estime qu'elles s'élèvent à environ 10 000 des deux côtés.

## Conséquences
L'échec nationaliste à avancer plus avant dans la ville de Madrid consacra la première victoire importante des républicains. La Bataille de Madrid fut un tournant majeur de la guerre, dans la mesure où il permit son enlisement, aucun des deux camps ne parvenant à faire reculer durablement l'autre. Les troupes nationalistes se tournèrent vers les autres fronts et s'appliquèrent à la réduction de la zone républicaine du Nord, puis de la Catalogne et du Levant, avant de s'emparer sans rencontrer de résistance de la capitale espagnole, dans les derniers jours de la guerre seulement, le 28 mars 1939.